# Damaskinos (Papagiannakis)
Damaskinos (světským jménem: Damaskinos Papagiannakis; 1958 – 8. dubna 2025) byl řecký pravoslavný duchovní Krétské pravoslavné církve, arcibiskup a metropolita Kydónie a Apokoronasu.

## Život
Narodil se roku 1958 v Chanii.
Po získání vseobecneho vzdělání vstoupil do Krétského teologického semináře.
Roku 1976 byl postřižen na monacha se jménem Damaskinos na počest svatého Jana z Damašku. Dne 5. července 1981 byl rukopoložen na hierodiakona a 31. července 1982 na jeromonacha. Jako duchovní sloužil v metropolii Kydónie.
Studoval na teologické fakultě Aristotelovy univerzity v Soluni, kterou dokončil roku 1989. V letech 1990-1991 absolvoval postgraduální studium se specializací v oboru liturgie a umění, po kterém získal magisterský titul.
Roku 2001 byl jmenován protosynkelem metropolie Kydónie.
Dne 7. listopadu 2006 byl Svatým Synodem Krétské pravoslavné církve zvolen metropolitou Kydónie a Apokoronasu. Dne 18. listopadu proběhla jeho biskupská chirotonie.